# سلطان‌نوخا
سلطان‌نوخا (به لاتین: Soltannuxa) یک منطقه مسکونی در جمهوری آذربایجان است که در شهرستان قبله واقع شده است. سلطان‌نوخا ۲۶۱۰ نفر جمعیت دارد.